# Ksp M/39中型機槍
Ksp M/39（瑞典語：Kulspruta M/39；解作「M/39式機槍」）是由位於瑞典埃斯基爾斯蒂納市（Eskilstuna）的卡爾·古斯塔夫城市步槍兵工廠（目前已經與佛倫內德飛比斯福肯軍械公司合併）特許生產的白朗寧M1919A4瑞典修改型的官方編號，為一款可散式彈鏈供彈及後座作用式操作的全自動氣冷式中型機槍，先後發射6.5×55毫米、8×63毫米M/32和7.62×51毫米北约（1975年）口徑三種步枪子彈。

## 概述
Ksp M/39與白朗寧M1919A4非常相似，只是，它是Ksp M/36的氣冷式簡化版本，M/36又是以Ksp M/14-29為基礎開發而成的升級改造型，Ksp 14-29方面又是基於白朗寧M1917A1的瑞典修改型。
與最初的M1919A4一樣，該機槍也設計以搭載於装甲车和坦克以上，但亦可改為安裝在M/14的防空槍架以上。它可從機匣左右任一供彈。為了提高威力，它倆亦將其口徑由原來6.5×55毫米M94彈藥改為新型Ksp M/36所擊發的8×63毫米M/32彈藥。
1970年代中期，隨著Ksp 58通用機槍與Ak 4戰鬥步槍相繼入役，Ksp M/39亦經過改膛修改，使其可以發射7.62×51毫米北約口徑步枪子彈。以後的1980年代後期，瑞典大多數剩餘的Ksp M/42亦重新構建為7.62×51毫米北約口徑的Ksp M/39，以增加可用的Ksp M/39存貨。
繼瑞典服役的百夫长坦克以後，Ksp M/39最後搭載的對象是1990年代的CV90裝甲戰鬥車（Strf9040A、B型）以上，為M/39C從左側供彈的版本。

## 資料來源
1. ↑  Hemvärnet 1940-1990 Red. Bo Kjellander s. 274
2. ↑  Swedish Kulspruta m/36 （页面存档备份，存于）, forgottenweapons.com

## 外部連結
- （北薩米語）—The Swedish machineguns before 1950（页面存档备份，存于）
- （北薩米語）—Övningstrupp vid skjutskolans 1894-1921 （页面存档备份，存于）